# حسن صافی اصفهانی
شیخ حسن صافی اصفهانی (متولد ۱۲۹۸، اصفهان - درگذشته ۷ مهر ۱۳۷۴ اصفهان) از فقهای معاصر شیعه و رئیس حوزه علمیه اصفهان بود.

## زندگی و خانواده
جد اعلایش ملا صالح مازندرانی شارح کافی و داماد علّامه مجلسی می‌باشد. پدرش شیخ نصرالله شغلش صحافی کتب مذهبی بود و در نجف در کتابخانه امیرالمؤمنین نزد علامه امینی کار می‌کرد. حاج نصرالله که مردی بسیار پرهیزکار بود حدود سال ۱۳۴۴ در نجف اشرف فوت شد و مدفنش در وادی السلام نجف کنار مقبره هود و صالح پیغمبر می‌باشد.

## تحصیلات
صافی تحصیلات ابتدایی را تا سوم دبیرستان در اصفهان گذرانید، سپس با راهنمایی و تشویق شیخ احمد حججی نجف آبادی وارد رشته علوم دینی شد، چیزی نگذشت که او را با جمعی دیگر از طلاب به خدمت سربازی بردند، پس از بازگشت از سربازی یکسره وارد حوزه علمیه اصفهان شده و در مدرسه نوریه مشغول تحصیل شد، مقدمات و ادبیات را در اصفهان به اتمام رساند در سال ۱۳۲۰ وارد حوزه علمیه قم شد و حجره‌ای در مدرسه حاج ملاصادق را محل سکونت خود قرار داد، دروس سطح را در قم فرا گرفت و در کنار تحصیل به مسائل اخلاقی و معنوی اهتمام داشت. در سال ۱۳۲۲ برای تکمیل علوم و معارف الهیه، هجرت به نجف را آغاز کرد و ۲۸ سال در آنجا ساکن شد.

## بازگشت به اصفهان
سرانجام به درخواست جمعی از اهالی اصفهان و بنا به توصیه سید ابوالقاسم خوئی به زادگاه خویش بازگشت.
پس از درگذشت طبیب زاده که امام جماعت مسجد کمرزرین بود امامت آن مسجد را عهده‌دار شد و در همان مسجد شروع به تدریس تفسیر و علوم قرآنی نمود سپس بنا به دعوت بازاریان و اهالی محل و درخواست سید حسین خادمی و سایر علمای اصفهان به مسجد جامع اصفهان منتقل شد. وی قبل از اینکه مسجد کمرزرین را ترک کند از ناصری که آن زمان در دولت‌آباد اصفهان زندگی می‌کرد خواست تا امامت مسجد کمرزرین را قبول کند و با پذیرفتن این پیشنهاد از سوی ناصری مسجد جامع آماده پذیرایی از صافی شد.
وی پس از درگذشت سید حسین خادمی، زعامت حوزه علمیه اصفهان را عهده‌دار شد.
استادان
1. سید محسن حکیم: در درس خارج فقه.[۵][۶]
2. سید ابوالقاسم خوئی: در دروس فقه و اصول و تفسیر وی را تماماً شرکت کرده و تقریر کرد.[۵][۶]
3. ملاصدرا بادکوبه‌ای: در درس معقول.[۷]
4. شیخ محمدعلی کاظمینی.[۵][۶]
5. سید عبدالهادی شیرازی: در درس خارج بحث طهارت.[۵][۶]
6. شیخ محمدکاظم شیرازی: در درس خارج مکاسب.[۶]

## تألیفات
- الهدایه فی الاصول، تقریرات یک دورهٔ کامل از بحث اصول سید ابوالقاسم خوئی (در ۴ جلد مطبوع)[۸]
- ترجمه کتاب نقد فلسفه داروین در رد مادی گری از عربی (جلد دوم، مطبوع)[۸]
- شوق وصال، درسهای اخلاق و معارف (در ۲جلد مطبوع)
- رساله استعاذه (مطبوع)
- تقریرات طهارت، صلاة و مکاسب محرمه سید ابوالقاسم خوئی[۸]
- اقتصاد مقایسه‌ای بین اسلام، کاپیتالیسم و مارکسیسم[۸]
- تقریرات درس رجال
- تقریرات خارج خمس
- تقریرات خارج قضا و شهادات
- تقریرات خارج حج
- اقتصاد استدلالی برای طلاب
- بحثی پیرامون استعاذه سید محمد تقی خوانساری در قم
- یک دوره اقتصاد استدلالی بر اساس مبانی فقهی
- اقتصاد ساده برای دانشجویان
- متفرقاتی در حدیث و تفسیر و شعر و عرفان و تصوف مخلوط
- متفرقاتی دربارهٔ حج و اسرار آن، روزه، مذاهب اربعه مخلوط
- متفرقاتی در تفسیر و حدیث و شعر و علوم قرآن و اسرار حج

## درگذشت
وی سرانجام در روز سوم جمادی الاول سال ۱۴۱۶ هجری قمری در اصفهان درگذشت و پس از تشییع باشکوه در جوار مقبره علامه محمدباقر مجلسی در ضلع شمال غربی مسجد جامع اصفهان به خاک سپرده شد.